# Paulina Luisi
Paulina Luisi Janicki (Colón, 22 de setembro de 1875 – Montevidéu, 16 de julho de 1950) foi líder do feminismo no Uruguai. Em 1909, foi a primeira mulher uruguaia a licenciar-se em medicina e foi uma firme defensora da educação sexual nas escolas. Representou o Uruguai em conferências internacionais de mulheres e viajou pela América Latina e Europa. Foi ainda a primeira mulher latino-americana a participar da Liga das Nações e tornou-se numa das suas ativistas mais influentes.

## Biografia
Paulina Luisi nasceu na Argentina em 1875. A sua mãe, Maria Teresa Josefina Janicki, era descendente de imigrantes polacos e pensa-se que o seu pai, Angel Luisi, era de ascendência italiana. Pouco depois do nascimento de Paulina Luisi, a família mudou-se para o Uruguai. Luisi também tinha duas irmãs, Clotilde Luisi, a primeira advogada no Uruguai, e Luisa Luisi, uma poeta.
Maria, a mãe de Luisi, encorajou-a a seguir os seus sonhos, apesar das restrições sociais impostas às mulheres no início do século XX. O pai, Angel, educador e socialista, incutiu nela desde cedo "um desejo incontido de justiça e liberdade". Tal como o seu pai, Luisi tornou-se numa socialista interessada em questões de reforma moral.

## Educação médica e ensino
Luisi completou o bacharelato em 1899 e formou-se na Faculdade de Medicina da Universidade da República do Uruguai. Em 1908 tornou-se a primeira profissional médica e de cirurgia do sexo feminino do Uruguai. Tornou-se chefe da clínica de ginecologia da Faculdade de Medicina da Universidade Nacional de Montevidéu. Em 1907 havia apenas quatro mulheres médicas e trezentos e cinco homens médicos no Uruguai. Luisi escreveu artigos médicos sobre temas que vão desde a profilaxia de doenças contíguas, higiene, eugenia, escolas ao ar livre, qualidades hereditárias e doenças sociais, até o "comércio de escravos brancos", prostituição, doenças venéreas e direitos maternos.

### Educação sexual
Em 1916, Luisi discursou no Primeiro Congresso Pan-Americano da Criança, dando ênfase à sociologia e à educação de mulheres e crianças na América Latina. Neste discurso, Luisi defendeu programas obrigatórios de educação sobre saúde sexual no sistema escolar público, desde o ensino primário até ao secundário, bem como o direito das mulheres ao voto, ambos temas polémicos. Luisi definia a educação sexual como uma ferramenta pedagógica para ensinar o indivíduo a submeter os impulsos sexuais à vontade de um intelecto instruído, consciente e responsável. As aulas de educação sexual enfatizariam a necessidade de força de vontade e autodisciplina, exercício físico regular e moderado para queimar a energia sexual e a importância de evitar entretenimentos sexualmente estimulantes. Ao contrário da educação sexual, as aulas de educação para a saúde debruçar-se-iam sobre aspectos científicos da reprodução das espécies, história natural, anatomia, higiene pessoal e prevenção de doenças venéreas. Devido aos temas por ela defendidos, Luisi foi acusada de ser anarquista e revolucionária, e de querer ensinar alunas a prostituirem-se. Em 1944, as suas sugestões para a educação em saúde sexual foram finalmente incorporadas ao sistema escolar público uruguaio. Luisi acreditava que “o homem e a mulher nada mais são do que duas formas do mesmo ser, dotados apenas das diferenças que a preservação da espécie exige.". Assim sendo, as diferenças anatómicas não deviam definir papéis sociais diferentes para homens e mulheres. Luisi trabalhou ainda como professora na Escola de Formação de Professoras de Mulheres e como fomentadora da inclusão da higiene entre as disciplinas ensinadas às futuras professoras. As suas palestras e argumentos eram elaborados especificamente para introduzir a profilaxia como uma disciplina no programa de formação de professores.

## Influências feministas
Josephine Butler, uma famosa reformadora moral inglesa do século XIX, exerceu forte influência sobre Luisi. A sua luta contra a Lei de Doenças Contagiosas de 1864 e sua fundação da Federação Abolicionista Internacional em Genebra, na Suíça, para combater o comércio de escravos brancos foram fontes de inspiração para Luisi.
As ideias feministas de Luisi baseavam-se em movimentos paralelos ocorridos no início do século XX. Enquanto Luisi era ainda estudante, a feminista liberal argentina Petrona Eyle correspondeu-se com ela na qualidade de presidente da Universitarias Argentinas (Associação Argentina de Mulheres Universitárias, afiliada à Associação Americana de Mulheres Universitárias (AAUW)), e recrutou-a para a organização. Numa carta datada de 1 de maio de 1907, Eyle encorajava Luisi e suas colegas da universidade a formar uma filial uruguaia das Universitarias, afirmando que “embora não haja muitas de vocês agora, vocês serão sempre o núcleo ao qual outras se irão juntar.”.

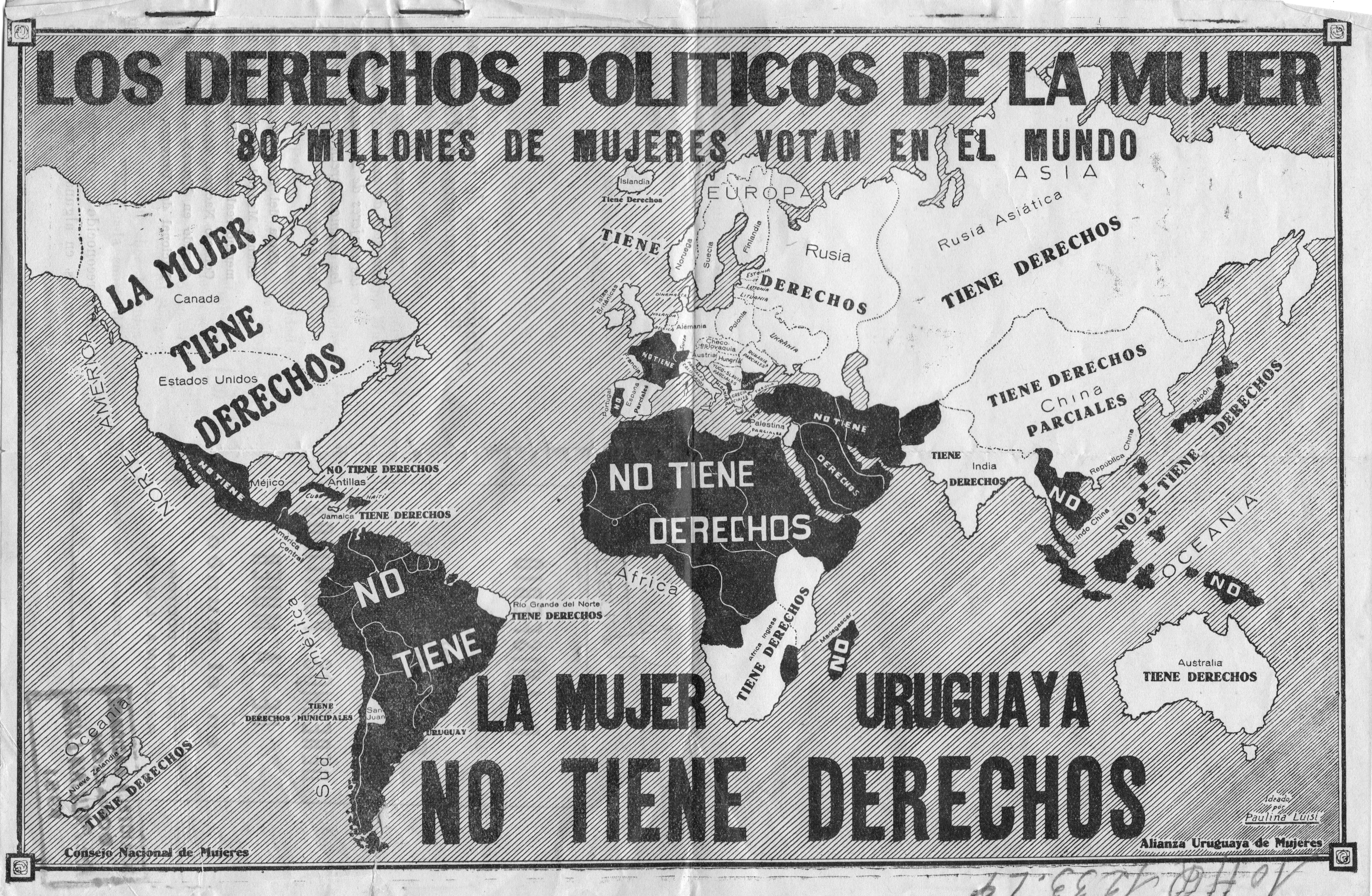
Mapa incluído no livreto Planisfério indicando a posição atual dos direitos políticos das mulheres no mundo em 1929, no qual Luisi detalha a situação dos direitos de voto das mulheres em diferentes países do mundo.

Consta que Luisi e outros terão aceite este convite para se juntarem às suas companheiras argentinas em 1907. Importante também para a inserção de Luisi nas redes feministas liberais pan-americanas e para sua propulsão à liderança do feminismo liberal uruguaio foi sua participação no Congresso de Mulheres ( Congreso Femenino ) realizado em Buenos Aires em 1910. Aí conheceu feministas argentinas importantes, como Alicia Moreau de Justo e Cecilia Gierson . Organizada pelas Universitarias, a conferência reuniu mais de 200 mulheres, com representantes da Argentina, Uruguai, Peru, Paraguai e Chile . Foi provavelmente nesta conferência que Luisi contactou com muitas dos líderes (ou futuras líderes) do feminismo liberal na América do Sul, onde ela estabeleceria contatos e amizades que perdurariam por décadas. Em viagens à Europa conheceu mulheres como Ghenia Avril de Saint Croix, presidente do comité de unidade moral do Conselho Internacional de Mulheres, e Julie Siegfried, presidente do Conselho Nacional de Mulheres francês.

## Ativismo feminista no Uruguai e nas Américas

### Feminismo uruguaio
Antes do ativismo feminista de Luisi, eapesar da posição progressista do país em relação à legislação social no início do século XX, não havia movimentos pelos direitos das mulheres no Uruguai. Como representante uruguaia na reunião do Primeiro Congresso Científico Pan-Americano em 1915, Luisi ajudou a fundar uma Auxiliar Pan-Americana de Mulheres, que defendia a "melhoria social e económica" das condições das mulheres e crianças. Terá sido esta experiência que a encorajou a desenvolver organizações de mulheres no seu país.
Luisi, juntamente com Isabel Pinto de Vidal e Francisca Beretervide, fundou o Consejo Nacional de Mujeres (CONAMU), uma filial do Conselho Internacional de Mulheres no Uruguai em 1916 e tornou-se a fundadora e editora principal do boletim Acción Femenina (Ação Feminina) do CONAMU. O boletim centrava-se sobretudo em tópicos relativos aos valores e à igualdade das mulheres. Na edição de 1917, Luisi publicou sua definição de feminismo afirmando que o termo implica "...que a mulher é algo mais do que material criado para servir e obedecer ao homem como uma escrava, que ela é mais do que uma máquina para produzir filhos e cuidar do lar; que as mulheres têm sentimentos e intelecto; que é sua missão perpetuar a espécie e isso deve ser feito com mais do que as entranhas e os seios; deve ser feito com uma mente e um coração preparados para ser mãe e educadora; que ela deve ser parceira e conselheira do homem, não sua escrava.". O CONAMU serviu como um local para as mulheres se apoiarem mutuamente, com Luisi na vanguarda, e concentrou-se nos problemas sociais, incluindo o bem-estar social e a educação das mulheres, as condições das mulheres trabalhadoras, o alcoolismo e a igualdade de padrões morais.
Luisi foi também uma forte defensora das mulheres trabalhadoras. Criou os dois primeiros sindicatos femininos no Uruguai - Unión de Telefonistas (Sindicato das Telefonistas) e as Costureras de sastrerías (Costureiras de Alfaiataria). Luisi trabalhou ainda com o Sindicato dos Trabalhadores de Telefones para obter melhores condições de trabalho. A noção de sufrágio feminino era mais aceite no Uruguai na década de 1910 e, em 1919, Luisi fundou a Alianza de Mujeres para los Derechos Femeninos (Aliança das Mulheres pelos Direitos das Mulheres), que era afiliada à Aliança Internacional pelo Sufrágio Feminino. A Alianza pressionou as autoridades eleitas para que decretassem os direitos políticos das mulheres e trabalhou em estreita colaboração com o deputado Alfeo Brum para que o Congresso aprovasse um projeto-lei autorizando o voto das mulheres a nível municipal, por forma a que pudessem cumprir o seu "legítimo dever social de prestar serviços aos diferentes domínios do bem-estar público". O projeto não foi aprovado. Com o sufrágio estagnado, quatro anos após a sua criação, a Alianza expandiu a sua agenda para incluir os direitos económicos e civis das mulheres.

### Feminismo Pan-Americano
Para além de lutar pelos direitos das mulheres no Uruguai, Luisi aspirava criar um movimento feminista pan-americano, com vista a alcançar a igualdade globalmente. Luisi viajou para os Estados Unidos na esperança de que as feministas americanas apoiassem o desenvolvimento dum feminismo pan-americano, mas não encontrou solidariedade por parte das mulheres norte-americanas em relação às feministas sul-americanas. Foi só durante o período da Segunda Guerra Mundial que Luisi mais uma vez defendeu a “sororidade” entre as feministas dos EUA e da América Latina. O ativismo de Luisi foi reconhecido internacionalmente e era popular na América Latina. Em 1947, o Primer Congreso Interamericano de Mujeres (Primeira Conferência Interamericana de Mulheres) na Guatemala prestou homenagem a Luisi, reconhecendo-a como a mãe do feminismo interamericano.

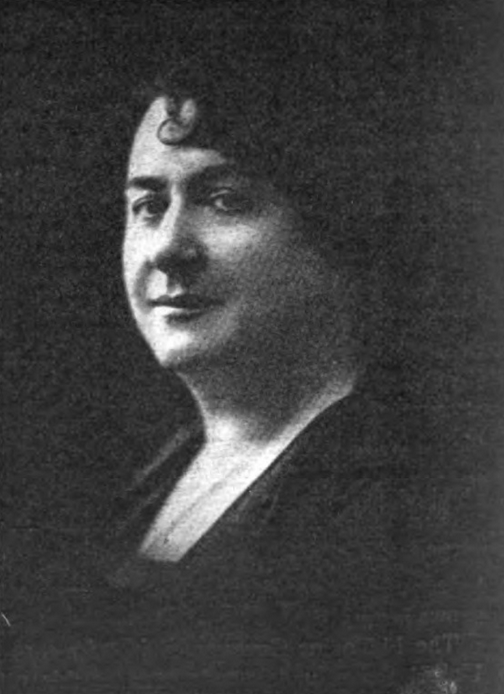
Paulina Luísi (1919)

### Radio Femenina
O ativismo de Paulina Luisi também teve lugar nas rádios públicas da América Latina. Na década de 1930, Luisi participou nas emissões da Radio Femenina , emissora do Uruguai. No ar, Luisi encorajava as feministas a permanecerem ativas para que conseguissem ser forças de influência mediadora e pacificadora. O forte alcance e influência de Luisi deve-se ao facto da emissora de rádio permitir que ela falasse livremente e chegasse além da Argentina e do Uruguai. A personalidade radiofónica de Luisi colocava-a numa posição de mais sénior entre as feministas. Um marco no seu envolvimento na rádio ocorreu nos seus últimos anos, quando incentivou as mulheres a votar nas eleições de 1942 no Uruguai para provar que as mulheres eram dignas de exercer o poder de cidadania. Já mais velha, na década de 1940, Luisi ficou conhecida como La Abuela, a avó, apelido que expressava ideais de maternidade ligados ao feminismo.

## Trabalho da Liga das Nações sobre Tráfico Sexual
Luisi atuou como Delegada do Governo Uruguaio na Comissão da Liga das Nações para a Proteção de Crianças e Jovens, onde assumiu a luta contra o tráfico sexual. Ela também foi membro da Comissão Técnica e foi responsável pela análise da questão do comércio feminino.
Uma das conquistas de Paulina Luisi como ativista foi acabar com o tráfico sexual de mulheres. A experiência de Luisi na área médica, onde presenciou mulheres com problemas de saúde sexual, como infecções, levou- a a envolver-se em temas anti-prostituição. Luisi via a prostituição como um ato degradante para todas as mulheres. A prostituição era identificada como um problema crescente na América Latina e em todo o mundo, e as mulheres eram muitas vezes forçadas a esse estilo de vida. Luisi via a prostituição como produto de dificuldades económicas e via a correlação entre prostituição e baixos salários.
O famoso discurso de Luisi, "O comércio de escravos brancos e o problema da regulamentação" na Universidade de Buenos Aires em 1919 levou à criação do Comité Abolicionista Argentino-Uruguaio. Os esforços de Luisi também foram reconhecidos na Argentina, onde colaborou com o Concelho Municipal que criou leis que dariam apoio a prostitutas que o procurassem. As leis proporcionavam oportunidades de trabalho, proteção legal e albergues.
O compromisso com a saúde sexual também levou ao seu envolvimento na Liga das Nações através do Comité sobre o Tráfico de Mulheres e Crianças. Em 1934, Luisi e o Conselho Nacional de Mulheres do Uruguai aprovaram o Código da Criança. A lei proporcionava protecção às mulheres grávidas, concedia protecção às crianças desde o nascimento e abordava problemas de ilegitimidade.
No caso de Luisi, o principal objetivo da unidade moral era restringir a prática da prostituição, impedir a propagação de doenças venéreas, proteger o futuro da espécie humana e elevar a maternidade para o lugar de progenitora e guardiã da espécie.